# Karl Morgenstern

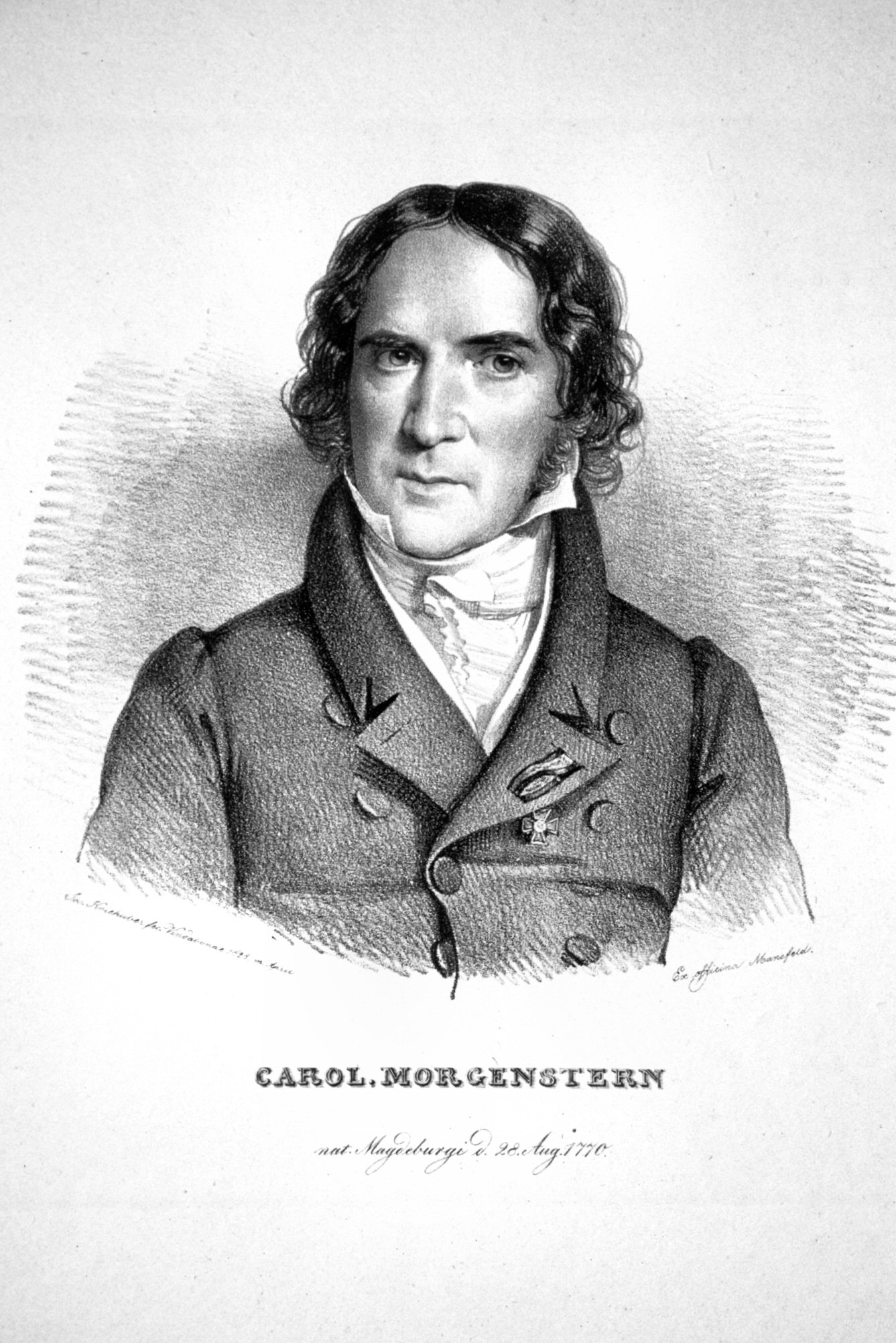
Lithographie von Josef Kriehuber, 1828

Johann Karl Simon Morgenstern, auch Karl von Morgenstern (* 28. August 1770 in Magdeburg; † 3. Septemberjul. / 15. September 1852greg. in Dorpat), war ein deutscher Philologe und Bibliothekar. Auf ihn geht der Begriff „Bildungsroman“ zurück.

## Leben
Karl Morgenstern war der zweite Sohn des Stadtphysikus Friedrich Simon Morgenstern, der von Halle nach Magdeburg übersiedelt war und seiner Frau Johanna Katharina Morgenstern, geb. Brömme, Autorin einer später als „Magdeburger Kochbuch“ bekannt gewordenen Schrift „Unterricht für ein junges Frauenzimmer, das Küche und Haushaltung selbst besorgen will, aus eigner Erfahrung ertheilt von einer Hausmutter“. August Morgenstern war sein Bruder. Mit zehn Jahren wechselte er von der Küsterschule St. Ulrich zur Domschule Magdeburg, deren Rektor Gottfried Benedict Funk sein Mentor wurde.
Ab 1788 studierte er an der Universität Halle, er hörte Philosophie bei Johann August Eberhard und trat in das Philologische Seminar Friedrich August Wolfs ein. Im Mai 1794 wurde er promoviert und 1797 außerordentlicher Professor der Philosophie. 1798 wurde er nach Danzig als Professor der Beredsamkeit und Poesie am Athenaeum berufen.

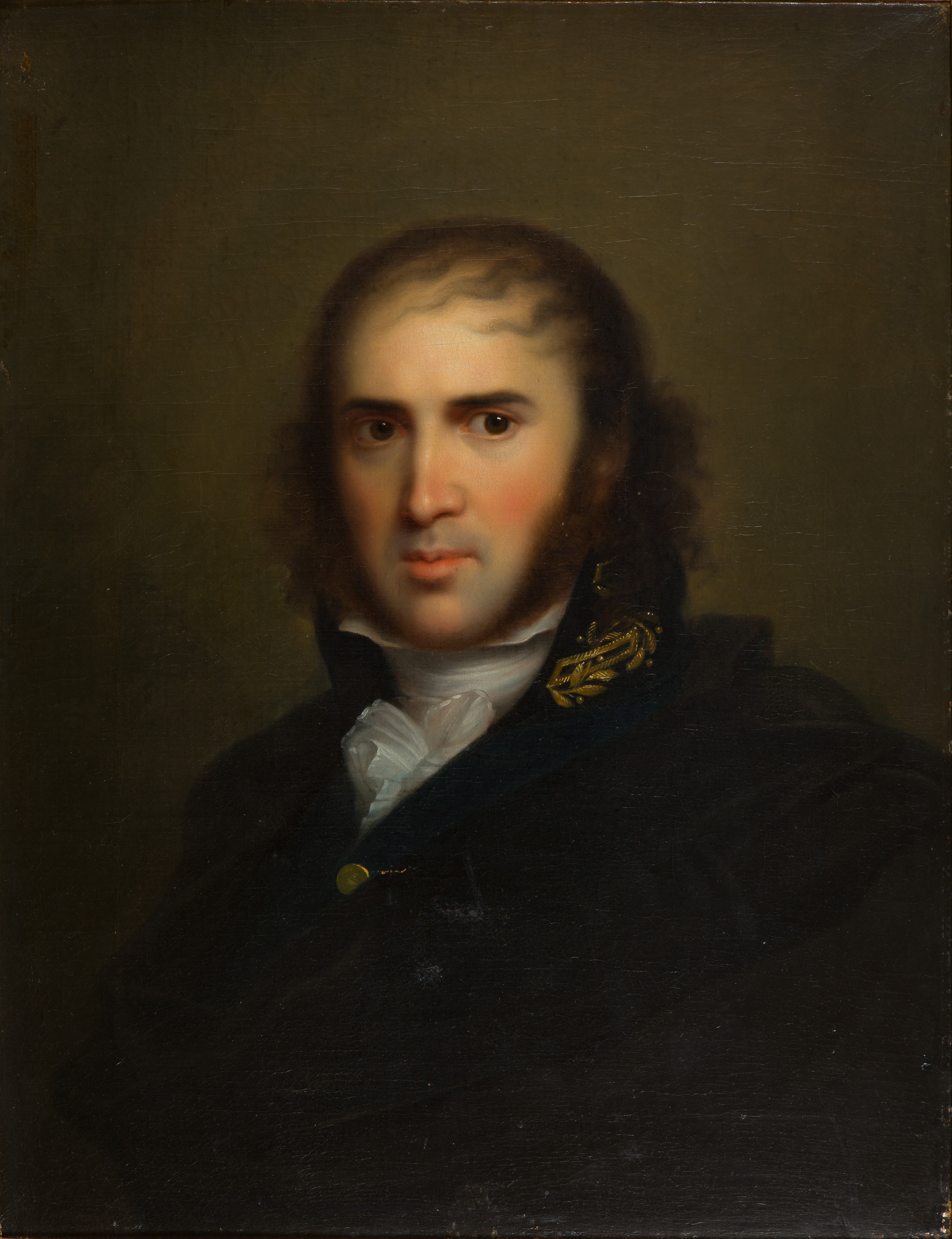
Ölporträt Karl Morgensterns von Gerhard von Kügelgen, 1808

1802 ging er an die im selben Jahre gegründete Kaiserlichen Universität Dorpat, wo er als Professor für Ästhetik, Eloquenz und Altklassische Philologie wirkte. 1833 wurde er emeritiert, hielt aber noch bis 1836 stellvertretend Vorlesungen. Zugleich war er bis 1839 der erste Direktor der Dorpater Universitätsbibliothek, für die er Räume in der Domruine herrichten ließ. Nach seinem Tod vermachte er ihr seine umfangreiche Privatbibliothek (12.000 Bände).
Er wirkte auch als Schulkommissar und Museumskustos. 1803 verschaffte er seinem Mentor Funk ein Ehrendoktorat. Außerdem war Morgenstern seit 1826 Ehrenmitglied der Kaiserlichen Akademie der Wissenschaften zu St. Petersburg. 1811 wurde er zum korrespondierenden Mitglied der Göttinger Akademie der Wissenschaften gewählt.
In Dorpat veränderte sich der Charakter seiner Arbeit. Er setzte seine von den Zeitgenossen vielbeachteten Platon-Studien, in denen er zu einer moralphilosophischen Lektüre der „Politeia“ aufforderte, nicht fort, und setzte seine wissenschaftliche Arbeit zugunsten „Schriftstellerei über alle mögliche Gebiete der belles-lettres, der bildenden Kunst, der Philologie und Philosophie“ zurück. Wolf war von dieser Entwicklung enttäuscht und schrieb 1808, sein Schüler habe wenige der Hoffnungen, die er sich von ihm gemacht hatte, erfüllt und sei mit den Jahren „immer eleganter, eitler und fader“ geworden.
Den Begriff „Bildungsroman“ prägte Morgenstern in einigen seiner Festvorträge, er bezeichnete ihn als den „vornehmsten und das Wesen des Romans im Gegensatz des Epos am tiefsten erfassenden besonderen Art desselben“.
1808/09 unternahm Morgenstern eine ausgedehnte Reise durch Deutschland, Frankreich, die Schweiz und Italien, die ihn auch in sein heimatliches Magdeburg führte. Später veröffentlichte er darüber eine Beschreibung, die jedoch Fragment blieb.

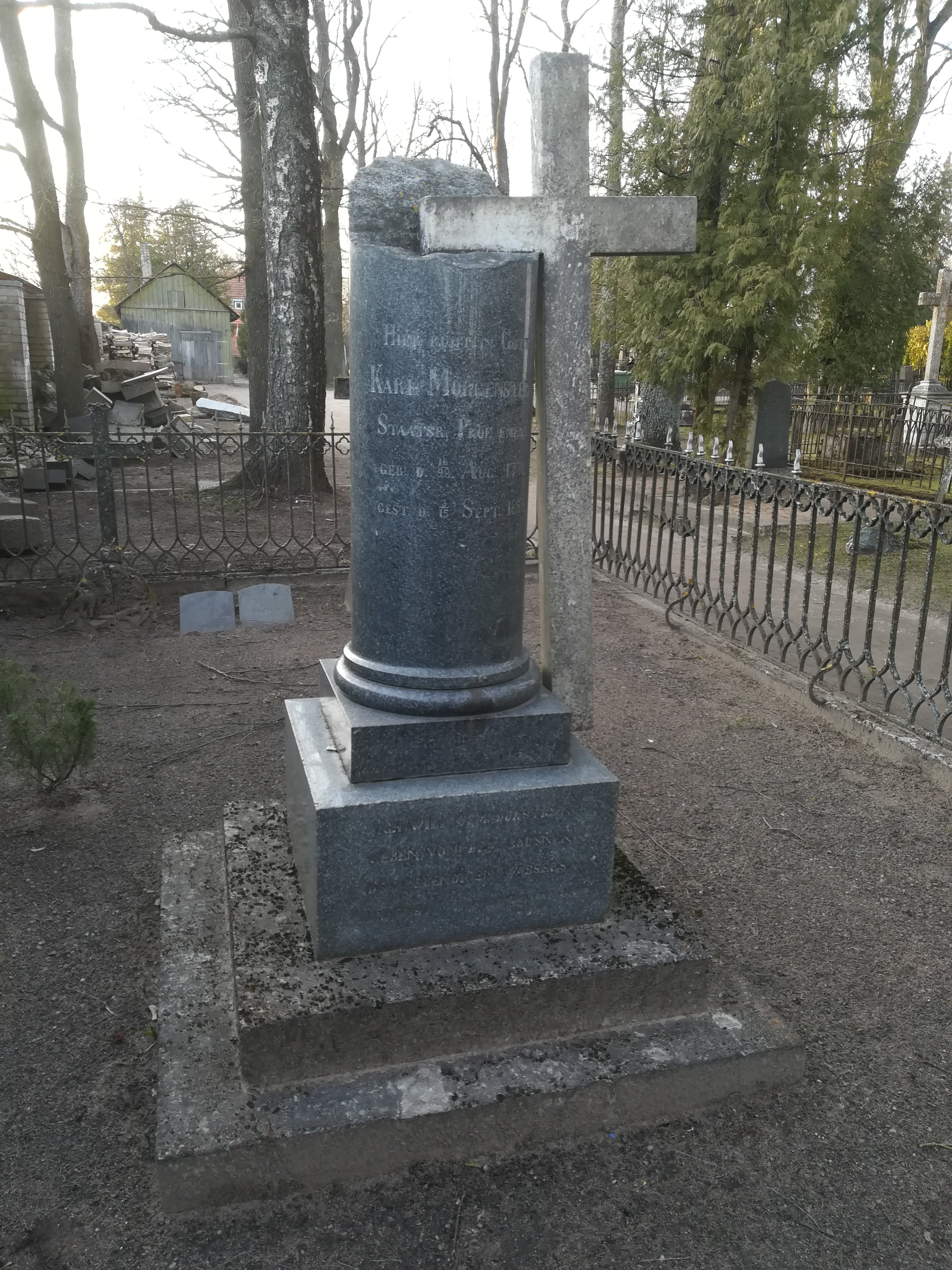
Das Grabmonument Morgensterns auf dem Tartuer Raadi Friedhof

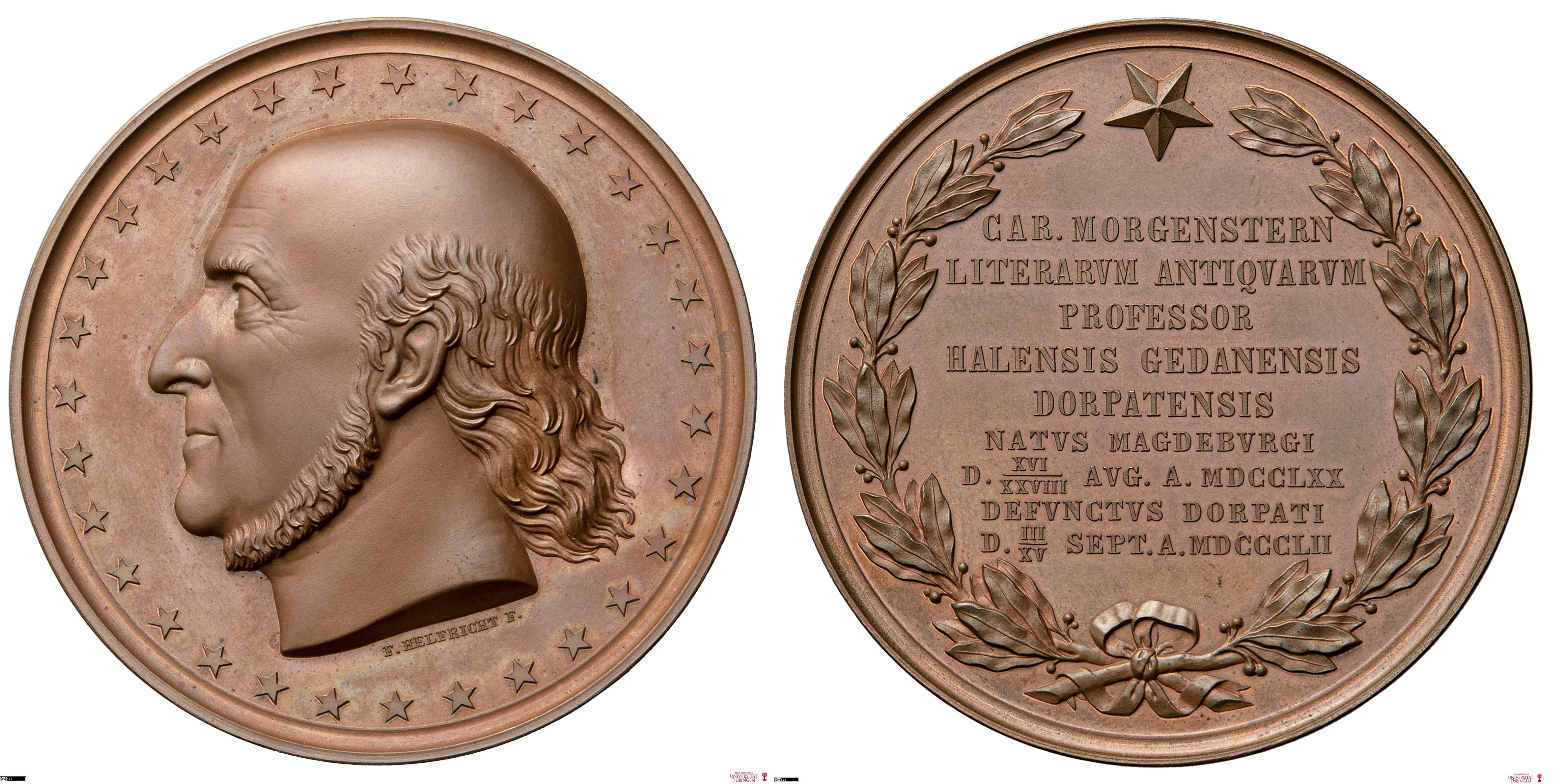
Medaille Karl Simon Morgenstern;
von Ferdinand Helfricht, 1856

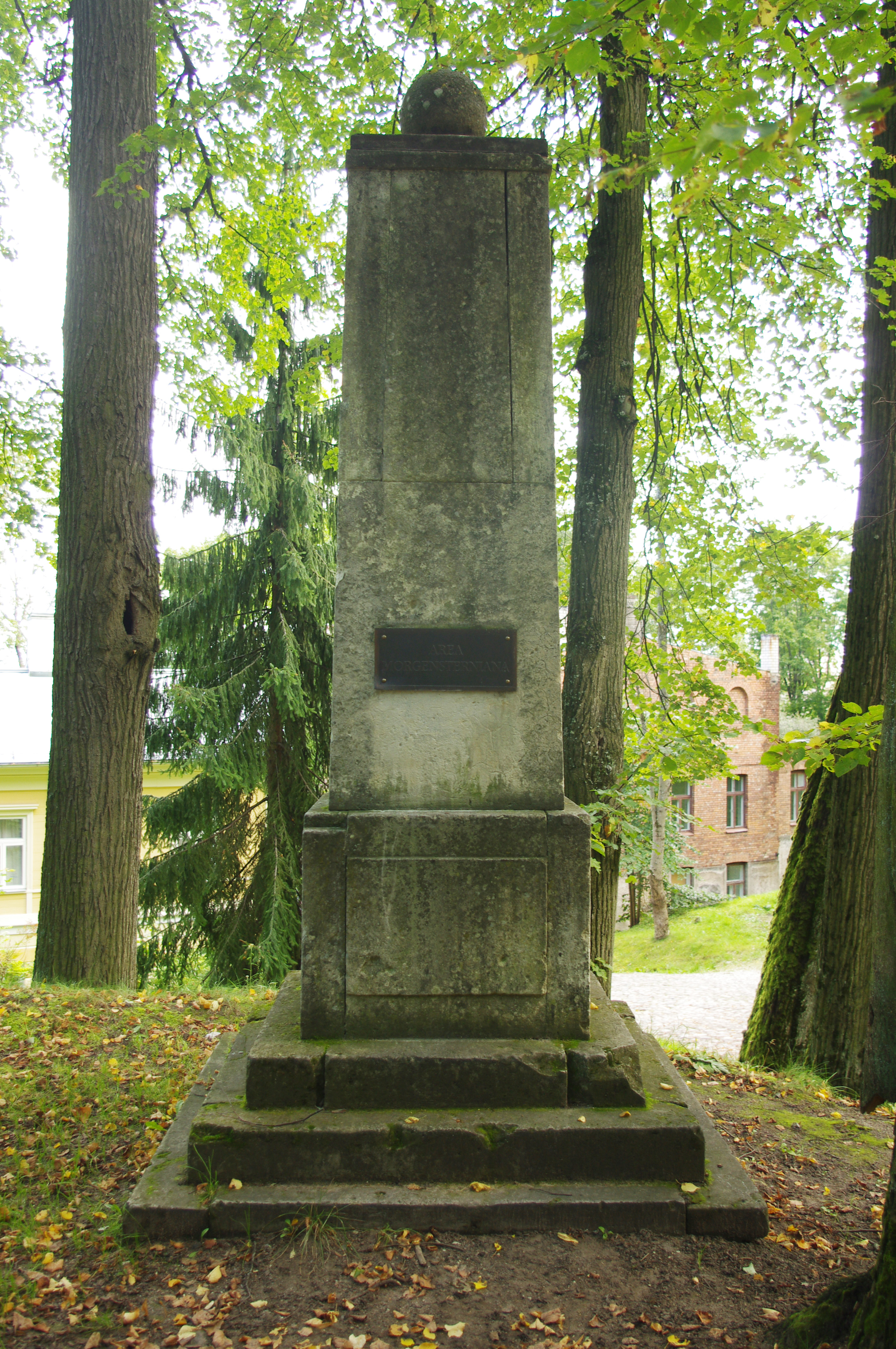
Karl Morgensterns Denkmal in Dorpat, das von der Universität für ihren langjährigen Professor (1802–1836) errichtet wurde

Morgenstern war ab 1810 kaiserlich russischer Kollegienrat (6. Rangklasse), ab 1822 Staatsrat (5. Rangklasse) und ab 1819 Ritter des Wladimir-Ordens IV. Klasse. Darin begründet sich auch, dass er sich bisweilen des Adelsprädikats bediente. Auch war er Ritter des Annen-Ordens II. Klasse sowie des Stanislaus-Ordens III. Klasse.
Er war ab 1817 mit Wilhelmine (Minna) geb. von Lesedow (1798–1874) vermählt, einer guten Klavierspielerin, hinterließ jedoch keine Kinder. Minna war die zweite Tochter des preußischen Majors Johann Woldemar Christoph von Lesedow (1760–1832) auf Münkenhof in Estland, die er im gesellschaftlichen Umgang mit Karl von Kügelgen auf dessen benachbarten Gut Kurküll kennengelernt hatte. Ihr Vater, dem schottischen Geschlecht Lesedown entstammend, war 1795 durch den Grafen Paul von Tiesenhausen nach Estland gekommen. Sie, die verwitwete „Frau Staatsrath Wilhelmine von Morgenstern“, verkaufte am 29. Mai 1873 ihr Wohnhaus in Dorpat für 8.600 Rubel an Ludwig Mühlenthal und starb am 16. Oktober 1874 zu Wesenberg, wo sie auch bestattet wurde.

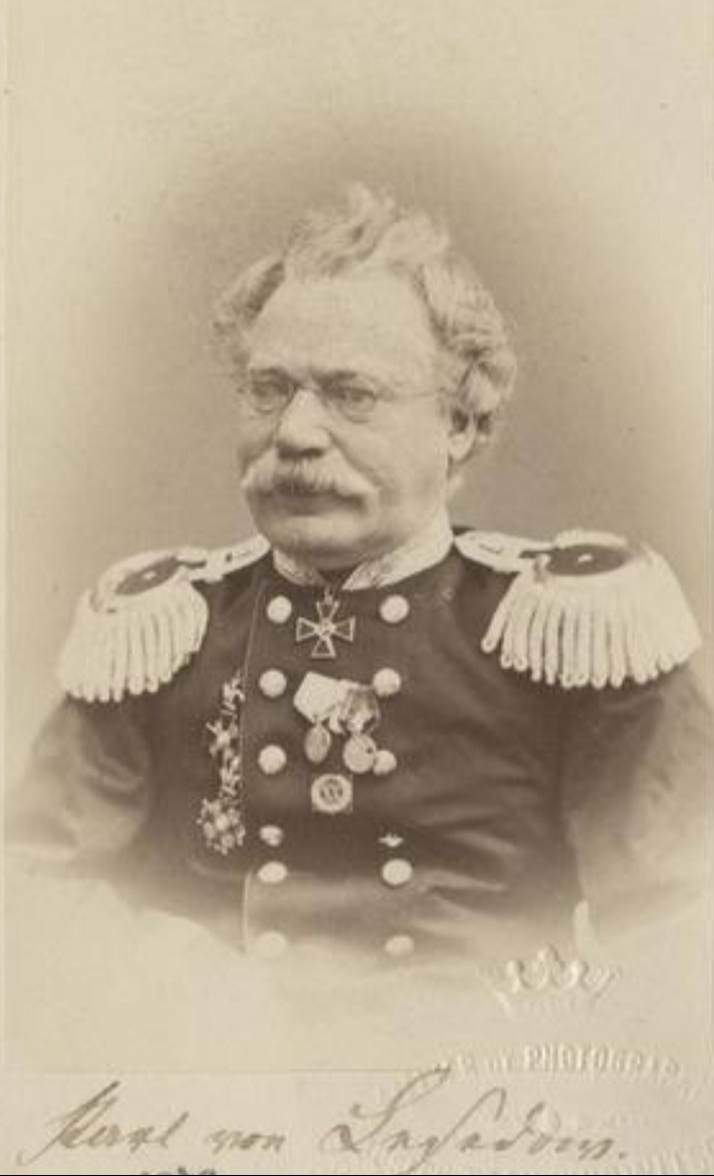
Morgensterns Schwager Karl von Lesedow

Dort lebte auch ihr Bruder, der Militärarzt Karl Peter August von Lesedow (1810–1892), der 1878 als kaiserlich russischer Wirklicher Staatsrat in den Ruhestand verabschiedet wurde. Weitere ihrer Brüder waren der Theologe und Titularrat Heinrich Ferdinand von Lesedow (1802–1879) und der Jurist und Landwirt Wilhelm von Lesedow (1814–1857). Jener wanderte 1840 nach Nordamerika aus, war Farmer bei St. Louis in Missouri, nahm in der Armee der Vereinigten Staaten am „Befreiungskrieg von Texas“ teil, siedelte dann nach Illinois über, wo er schließlich im „Snake-Fluss“ ertrank.

## Ehrungen
Vier Jahre nach seinem Tod wurde eine Medaille zur Erinnerung Morgensterns geprägt. Beauftragt wurde der Gotharische Stempelschneider Ferdinand Helfricht, der sieben Exemplare in Silber und 200 in Bronze schuf. Der Revers nennt neben seinen Anstellungen auch Datum und Ort der Geburt sowie des Todes. Dabei sind die Daten sowohl gemäß julianischer als auch nach gregorianischer Zeitrechnung angegeben, da letztere erst im 20. Jahrhundert in Estland und somit auch Dorpat Einzug erhielt.

## Werke
- De Platonis Republica commentationes tres. 1794.
- Auszüge aus den Tagebüchern und Papieren eines Reisenden. 1811–1813.
- Über den Geist und Zusammenhang einer Reihe philosophischer Romane. 1817.
- Über das Wesen des Bildungsromans. 1820.
- Zur Geschichte des Bildungsromans. 1824.

Die beiden Vorträge zum Bildungsroman von 1820 und 1824 sind zusammen neu herausgegeben in:
- Der Bildungsroman. Die beiden grundlegenden Vorträge über einen global gebräuchlichen Begriff. Mit Nachwort und Bibliographie. Lumpeter & Lasel, Eutin 2020, ISBN 978-3-946298-20-5.